# Mesnil-Saint-Père
Mesnil-Saint-Père – miejscowość i gmina we Francji, w regionie Grand Est, w departamencie Aube, położone nad jeziorem Lac d'Orient.
Według danych na rok 1990 gminę zamieszkiwało 287 osób, a gęstość zaludnienia wynosiła 16 osób/km². Nazwa miejscowości pochodzi od imienia św. Piotra.

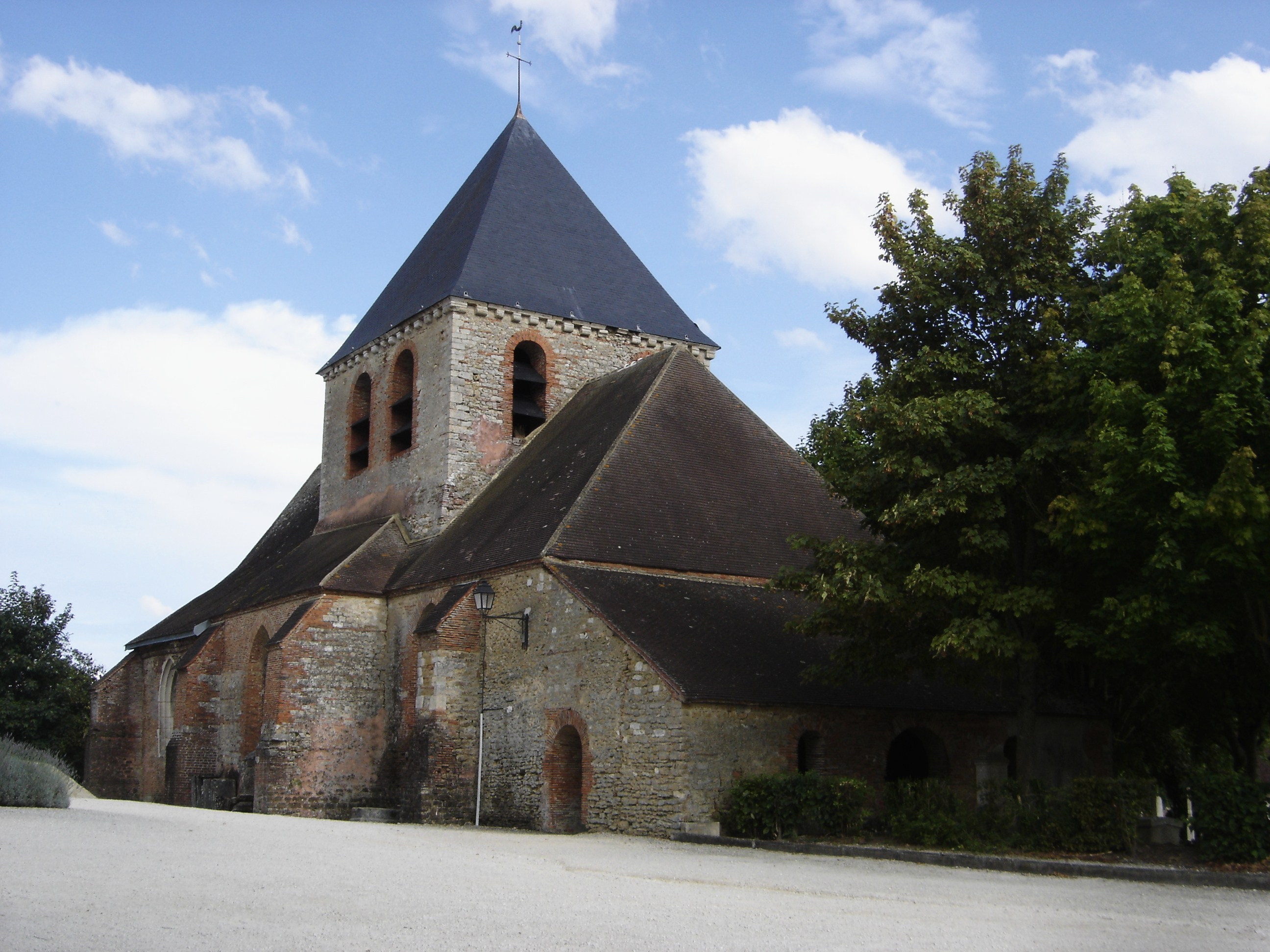
Kościół w Mesnil-Saint-Père, 2009